# 臧昭伯
臧昭伯（？—？），姬姓，臧孙氏，谥号昭，名赐，鲁国大夫。
臧昭伯去晋国，昭伯的堂弟臧会偷了臧昭伯的宝龟偻句，臧会到晋国问候臧昭伯，为了隐瞒偷盗的事。昭伯问家里的事，臧会暗示臧昭伯妻子（昭伯内子）和母弟叔孙有私情。昭伯抵达国都曲阜，住在城外而查问妻子兄弟的情况，没问出什么事。昭伯想杀了臧会，臧会逃到郈地，郈鲂假让臧会做了贾正。一次臧会去给季氏送帐本，臧氏派五个人带着戈、楯，埋伏在桐汝之里门里。臧会出来，五个人就赶上去。臧会转身逃走，在季氏的中门之外被抓住，季平子大怒：“为什么带武器进我家？”就拘留了臧氏的家臣。季氏、臧氏相互厌恶。鲁昭公将要在鲁襄公庙里举行祭祀，跳万舞的只有两个人，其他人到季氏那里跳万舞去了。臧昭伯说：“这就是不能在先君的宗庙中，酬谢先君的功劳。”大夫们于是也就怨恨季平子。公果提出除掉季氏，昭公告诉臧孙。臧孙认为难办。再告诉了郈昭伯，郈昭伯认为可行，劝昭公干。前517年，昭伯随从鲁昭公失败，和臧昭伯去祖坟上辞别祖宗，动身逃亡齐国鲁国边境。季氏立了臧会做臧氏的继承人。臧昭伯率领跟随昭公的大夫结盟，盟书说：“合力同心，好恶一致，明确有罪无罪，坚决跟从国君，不要内外沟通。”子家羁对此不认同。